# 努斯拉·法帖·阿里·汗
乌斯塔德·努斯拉·法帖·阿里·汗（1948年10月13日—1997年8月16日）是一名巴基斯坦歌手，苏菲派卡瓦力演唱家。他的演唱不仅享有盛誉，汗自身还具有一副绝妙的嗓音以及连续高强度演出数小时的能力。作为其家族600年卡瓦力演唱历史的继承人，他将卡瓦力这一演唱艺术推广到了国际舞台。因此，汗也有“卡瓦力皇帝”的称号。、
努斯拉·法帖·阿里·汗出生于费萨拉巴德（莱亚尔普尔），十六岁时在四十日节庆期间首次公演。自1971年起他开始担任其家族的卡瓦力合唱团的领唱。随后，他与英国伯明翰的东方之星经纪公司签订合同，并在欧洲、印度、日本、巴基斯坦以及美国等多地发行影片、专辑。汗也曾与西方艺术家们合作，进行音乐上的实验。他最终成为了一名全球闻名的音乐艺术家，并在逾四十多个国家进行过演出。

## 生平
1948年，努斯拉出生于巴基斯坦莱亚尔普尔的旁遮普人穆斯林家庭。其家族来自印度旁遮普邦贾朗达尔。其父法贴·阿里·汗也是一名卡瓦力演唱家。最初法贴不愿自己的儿子学习卡瓦力，而希望他从事更受尊敬的行业，如医生或工程师。但努斯拉在卡瓦力上展现出的才能最终说服了其父。1971年，努斯拉接替去世的叔父穆巴拉克成为家族合唱团领唱。在成长期间，他从父亲和叔父的录音中汲取知识，并据此发展了自己的风格。1985年，努斯拉于伦敦“音乐、艺术与舞蹈世界节（WOMAD）”上举办了演出。他还在巴黎分别于1985年和1988年演出过。1987年，在日本国际交流基金的邀请下，他初次访问了日本。1989年，努斯拉在美國紐約布魯克林音樂學院举办演出，这为他赢得了一些美国听众。1992年至1993年，他曾在华盛顿大学的民族音乐学专业中担任访问艺术家。
他曾与彼得·加布里埃尔在1988年合作过，随后也因此与“真实世界”唱片公司签约并于之后在该公司下发行了五张专辑。1997年，努斯拉的专辑《沉醉的灵魂》获格莱美最佳传统民乐奖提名。同年，他的专辑《夜曲》获得了格莱美最佳世界音乐奖的提名。
努斯拉还在几部巴基斯坦电影中表演并为电影作曲。在其去世前，他也为三部宝莱坞电影作曲过。
1997年8月16日，努斯拉因急性心脏骤停猝死于伦敦。享年48岁。在其去世前，他的身体状况已有数个月处于不良状态。死后，他被安葬在费萨拉巴德。

## 荣誉
在法贴·阿里·汗25年的音乐生涯中，他获得了许多荣誉头衔。包括“乌斯塔德”（“大师”）。他普遍被认为是卡瓦力演唱历史上最重要的歌手。1987年，巴基斯坦总统因他对巴基斯坦音乐的贡献授予他奖章。1995年，汗获得了由联合国教科文组织颁发的音乐奖。1996年，他在蒙特利尔世界电影节因其对电影艺术的杰出贡献被授予奖项。同年，他还被授予了福冈亚洲文化奖。2005年，英国亚洲音乐奖赠予汗“传奇”称号。在2006年11月6日发行的时代杂志上，法帖·阿里·汗被列在了“六十年来亚洲英雄人物”中前12位之内。2010年，他被美国全国公共广播电台评为“世界歌手五十佳”之一。同年10月，CNN评选的“过去五十年最具代表性的音乐家”也将他包括在内。

## 流行文化
他的音乐也被用在好莱坞电影配乐上，例如： 《基督最后的诱惑》(1988)、《天生杀人狂》(1994) 以及《死囚上路》(1995)。

## 相关页面
- 拉赫·法塔·阿里·罕，努斯拉之侄。